# George Wyndham (3e comte d'Egremont)
Pour les articles homonymes, voir Wyndham.
George O'Brien Wyndham, 3e comte d'Egremont, né le 18 décembre 1751 et mort le 11 novembre 1837, est un pair, propriétaire foncier, mécène et collectionneur d'art britannique. 

## Biographie
C'est un agriculteur, ami de Arthur Young, intéressé par les dernières avancées scientifiques. Il s'est beaucoup investi dans la construction de canaux et dans de nombreuses entreprises dans l'optique d'améliorer le rendement agricole de son domaine.
Il est le mécène des peintres William Turner, John Constable, C. R. Leslie, George Romney et du sculpteur John Flaxman notamment.
Il est le père de Frances Wyndham, qui épouse le député conservateur Charles Burrell (3e baronnet).